# Lagrimone
Lagrimone è una frazione del comune di Tizzano Val Parma, in provincia di Parma.
La località dista 4,35 km dal capoluogo.

## Geografia fisica
La località sorge alla quota di 713 m s.l.m. alle pendici meridionali del monte Fuso, a poca distanza dal centro abitato di Moragnano.

## Origini del nome
Il toponimo della frazione ha probabile origine germanica, derivando o dal longobardo Lagar o dal gotico Lagariman.

## Storia
Lagrimone, soggetta alla vicina Moragnano, dipese dal XV secolo dalla rocca di Belvedere, edificata per volere di Ottobuono de' Terzi, signore di Tizzano; nel 1409, in seguito all'uccisione del condottiero, il castello fu occupato da Odoardo Pallavicino, per conto del marchese di Ferrara Niccolò III d'Este.
Nel 1441 il duca di Milano Filippo Maria Visconti investì, in riconoscenza della loro fedeltà, i fratelli Guido e Giberto Terzi del feudo di Belvedere, elevato a contea nel 1450 da Francesco Sforza.
Nel piccolo centro abitato fu edificata in epoca imprecisata una torre difensiva dalla ricca famiglia dei Da Belvedere, proprietaria anche della vicina bastia di Moragnano e alleata dei marchesi Pallavicino; nel 1509 l'edificio fu attaccato e dato alle fiamme da Jacopo di Maso, provocando la morte di nove dei dodici uomini preposti alla sua difesa.
Nel 1551, durante la guerra di Parma, il castello di Rusino fu assaltato da Camillo Rossi e la contea fu inglobata tra i domini rossiani. Nel 1666 il marchese Scipione, oberato dai debiti, fu costretto a cedere tutte le rocche appenniniche in suo possesso alla Camera Ducale di Parma, che nel 1774 assegnò il feudo di Belvedere al conte Giuseppe Camuti; quest'ultimo nel 1790 lo cedette, in cambio di alcune terre a Ronchetti di San Secondo, al conte Pietro Andrea Leggiadri Gallani, che ne mantenne i diritti fino al 1805, quando i decreti napoleonici sancirono la loro abolizione nell'ex ducato di Parma e Piacenza.
Durante la seconda guerra mondiale, nell'estate del 1944 la zona fu teatro dell'operazione Wallenstein, una serie di rastrellamenti di partigiani effettuati da forze nazi-fasciste.

## Monumenti e luoghi d'interesse

### Chiesa di Santa Giuliana

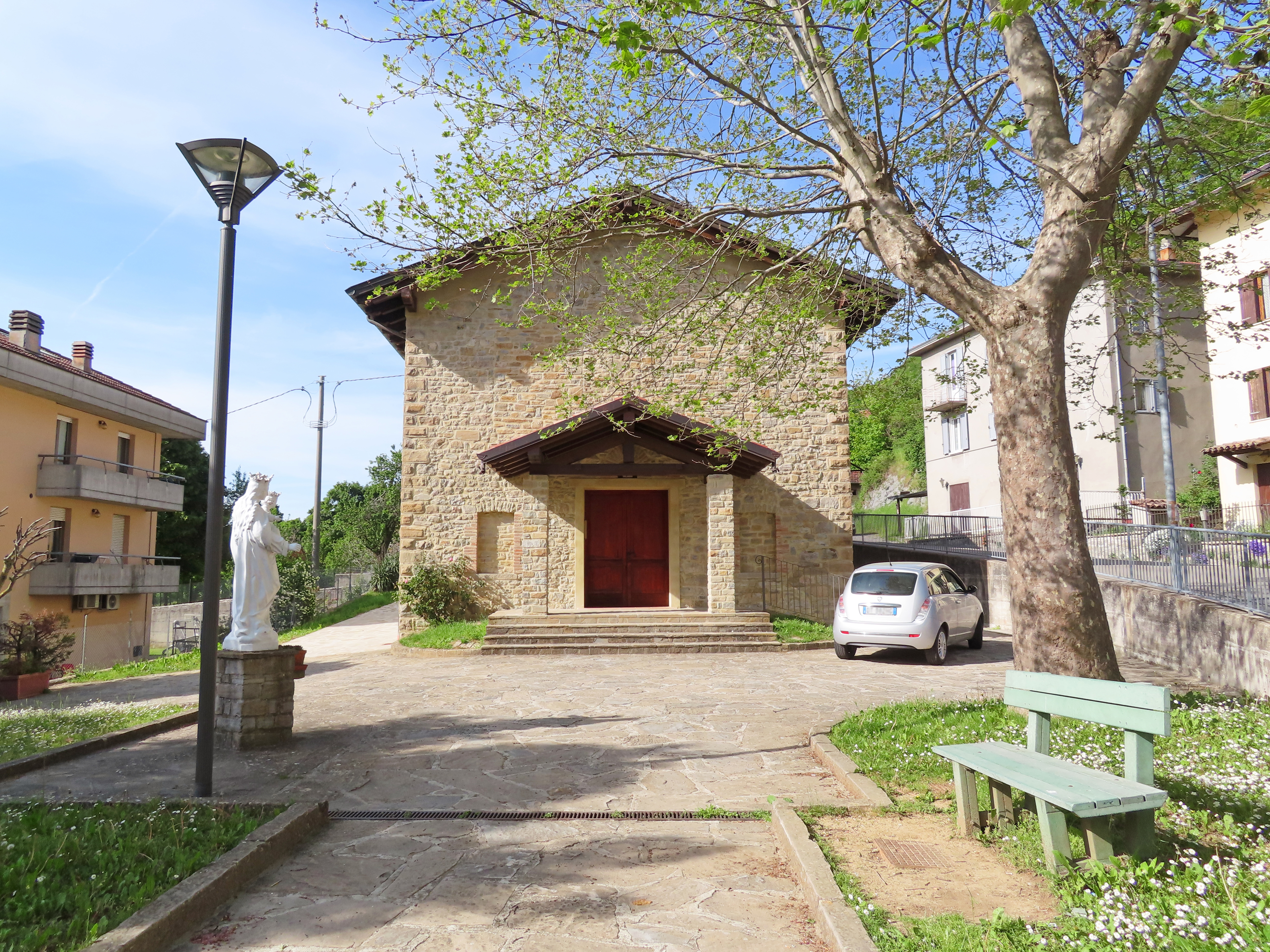
Chiesa di Santa Giuliana

Adibita originariamente a stalla, la struttura fu donata da Demetrio Scaccaglia nel 1964 e trasformata in chiesa tra il 1970 e il 1972; modificata internamente tra il 1984 e il 1986, fu interessata da lavori sulle coperture tra il 1996 e il 2001 e nel prospetto principale nel 2016. L'edificio, sviluppato su una pianta a navata unica, presenta una facciata a capanna rivestita in pietra, preceduta da un portico centrale con un tetto a due falde, retto da due pilastri; all'interno l'aula, coronata da un soffitto a capriate lignee, è illuminata da una serie di ampie finestre laterali; il presbiterio, lievemente sopraelevato, è parzialmente circondato da una parete semicircolare, a imitazione di un'abside coronata da un catino; nel mezzo è collocato l'altare maggiore in cotto, aggiunto nel 1986.

### Monastero di Santa Chiara
Costruito nel 1969 dalle clarisse cappuccine, il monastero di clausura, inizialmente scollegato alla rete elettrica, è costituito da una serie di edifici posti all'interno di un castagneto; la semplice chiesa accoglie un crocifisso in legno proveniente da Ortisei.

### Torre dei Cadonici

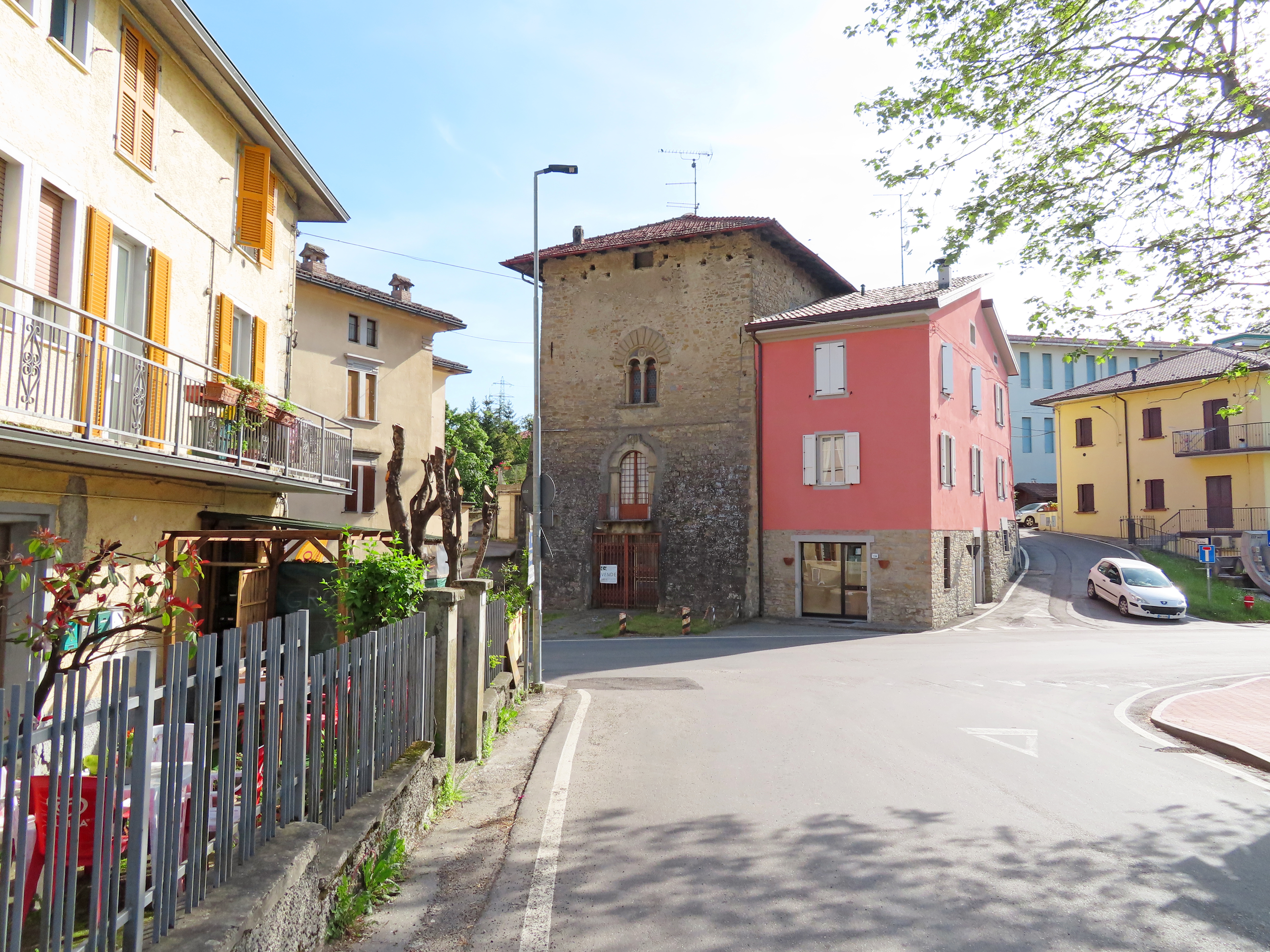
Torre dei Cadonici

Costruita in epoca medievale, nel 1509 la torre, appartenente a Morello Da Belvedere, fu data alle fiamme da Jacopo di Maso; successivamente riedificata, fu modificata a più riprese; acquistata dalla famiglia Basetti, verso il 1903 fu profondamente ristrutturata anche nella facciata, ove furono realizzate alcune aperture, tra cui al piano terreno la vetrata per un negozio, in seguito adibito a deposito. La struttura fortificata, rivestita in pietra, si erge su un alto basamento a scarpa; al centro del prospetto principale, sopra all'ampia apertura del magazzino, è posta un'ampia portafinestra con balconcino, delimitata da un antico portale d'ingresso ad arco a tutto sesto in arenaria scolpita proveniente dalla bastia di Moragnano; al livello superiore si trova una bifora scandita da tre colonnine, coronata da un arco in bugnato, realizzata su modello di una finestra del palazzo dei Basetti a Vairo.

## Economia
Dal secondo dopoguerra Lagrimone è sede di numerosi salumifici per la stagionatura del prosciutto di Parma.